# Смирнов Олександр Євгенович
Олександр Євгенович Смирнов (рос. Александр Евгеньевич Смирнов, нар. 17 серпня 1964, Воскресенськ) — російський хокеїст, що грав на позиції захисника. Грав за збірну команду Росії. Згодом — хокейний тренер. Брав участь у зимових Олімпійських іграх у 1994 році в Ліллегаммері.

## Ігрова кар'єра
Олександр Смирнов почав свою професійну кар'єру в 1982 році в складі рідного Воскресенського «Хіміка». У складі підмосковного клубу Олександр виступав протягом десяти сезонів, ставши за цей час срібним і двічі бронзовим призером союзних першостей, і набравши 119 очок в 393 проведених матчах.
Відразу після розпаду Радянського Союзу Смирнов вирішив відправитися до Фінляндії, підписавши контракт з клубом ТПС. У складі команди Олександр, виступаючи під керівництвом Володимира Юрзінова, двічі ставав чемпіоном країни, додавши до цього срібні нагороди, а також перемогу в Кубку європейських чемпіонів. Всього на його рахунку 183 матчі за ТПС, в яких він набрав 70 очок.
Після сезону 1995—96, який Смирнов провів у австрійському «Капфенберг», він уклав угоду з норвезьким клубом «Сторхамар». У своєму першому ж сезоні в новому клубі Олександр зумів набрати 54 очки в 45 матчах. За п'ять сезонів, проведених в Норвегії, Смирнов став лідером команди, двічі ставши чемпіоном країни. Проте, перед початком сезону 2001—02 він вирішив повернутися в рідний Воскресенськ, де перший час перебував на посаді граючого тренера. За два роки в «Хіміку» Олександр провів на майданчику 114 матчів, у яких він набрав 28 очок.
У 2003 році Смирнов знову підписав контракт з «Сторхамаром», з яким у тому ж сезоні в третій раз у своїй кар'єрі став чемпіоном Норвегії. Загалом у складі «драконів» Олександр провів вісім сезонів, встановивши рекорд чемпіонатів Норвегії за результативними передачами і набраними очками серед захисників (206 і 275 відповідно), а також ставши кращим іноземним гравцем в історії норвезьких першостей за підсумками опитування, проведеного газетою "VG ". У 2006 році Смирнов вирішив завершити свою професійну кар'єру.
Виступав за збірну Росії, на головних турнірах світового хокею провів 35 ігор в її складі.

## Досягнення та нагороди
- Срібний призер чемпіонату СРСР: 1989.
- Бронзовий призер чемпіонату СРСР: 1983, 1990.

- Чемпіон світу 1993.

- Чемпіон Фінляндії: 1993, 1995.
- Срібний призер чемпіонату Фінляндії: 1994.

- Володар Кубку європейських чемпіонів 1994.

- Чемпіон Норвегії: 1997, 2000, 2004.
- Срібний призер чемпіонату Норвегії: 1998, 1999.
- Рекордсмен чемпіонату Норвегії за результативними передачами і набраними очками серед захисників.
- Кращий іноземний гравець в історії норвезьких першостей.

## Збірна
| Рік                | Команда            | Турнір             | Місце              | І  | Г | П | О | ШХ |
| ------------------ | ------------------ | ------------------ | ------------------ | -- | - | - | - | -- |
| 1993               | Росія              | ЧС                 | 1                  | 8  | 0 | 1 | 1 | 6  |
| 1994               | Росія              | ОІ                 | 4-е                | 8  | 1 | 0 | 1 | 8  |
| 1994               | Росія              | ЧС                 | 5-е                | 6  | 1 | 2 | 3 | 4  |
| 1995               | Росія              | ЧС                 | 5-е                | 6  | 0 | 3 | 3 | 4  |
| 1996               | Росія              | ЧС                 | 4-е                | 7  | 0 | 0 | 0 | 8  |
| Національна збірна | Національна збірна | Національна збірна | Національна збірна | 35 | 2 | 6 | 8 | 30 |

## Тренерська робота
У сезоні 2001—02 Олександр Смирнов, виступаючи за рідний Воскресенський «Хімік», займав посаду граючого тренера. Через рік після закінчення кар'єри гравця Олександр став головним тренером норвезького клубу «Сторхамар», в якому, будучи гравцем, він досяг великих успіхів на внутрішній арені. У своєму першому ж сезоні на тренерському містку Смирнов привів клуб до золотих нагород чемпіонату країни.
Пропрацювавши ще один рік в Норвегії, 16 червня 2009 року Олександр прийняв пропозицію череповецької «Сєвєрсталі», де він разом з Дмитром Квартальновим зайняв пост асистента головного тренера Андрія Пятанова. Перед початком сезону 2011—12 Смирнов став головним тренером нижньокамського «Нафтохіміка». Однак в татарстанському клубі в Олександра кар'єра не склалася, і 17 листопада 2011 його змінив Володимир Голубович.
11 грудня Смирнов вирішив повернутися в Череповець, де змінив Володимира Циплакова на посаді асистента Дмитра Квартальнова. 28 лютого 2012 року, перед самим стартом плей-оф Олександр був призначений виконуючим обов'язки головного тренера «Сєвєрсталі».
5 серпня 2013 року стало відомо про призначення Олександра Смирнова помічником головного тренера ХК «Амур» Євгена Попіхіна.